# Referendarz sądowy
Referendarz sądowy – stanowisko w sądach powszechnych i administracyjnych w Polsce; sądowy organ jurysdykcyjny posiadający w zakresie powierzonych czynności kompetencje sądu, wykonujący zadania z zakresu ochrony prawnej niebędącej wymiarem sprawiedliwości.

## Pozycja ustrojowa
Przyjmuje się, że instytucja referendarza sądowego jest wzorowana na podobnej instytucji funkcjonującej w Niemczech i Austrii: Rechtspfleger. We Francji wyższy urzędnik sądowy nazywa się greffier.
Referendarz posiada atrybut przypisany organom władzy sądowniczej, to jest niezależność w zakresie wydawania orzeczeń. Jest to cecha nawiązująca bezpośrednio do niezawisłości sędziowskiej. Referendarza nie obowiązują jednak zakazy wykonywania niektórych rodzajów działalności i pełnienia pewnych funkcji, np. prowadzenia działalności gospodarczej, członkostwa w partii politycznej, zasiadania w radach nadzorczych spółek, sprawowania mandatu radnego, pod warunkiem że nie koliduje to z powierzonymi obowiązkami i nie podważa zaufania do sądu.
Referendarz sądowy jako organ procesowy został wyposażony w kompetencje w postępowaniu cywilnym, karnym, wykroczeniowym, karnym wykonawczym i administracyjnosądowym – w wypadkach wskazanych w ustawie. Wprowadzenie tej nowej instytucji odpowiada doświadczeniom państw zachodnioeuropejskich, a także rekomendacji nr R(86)12 Komitetu Ministrów Rady Europy w sprawie środków przeciwdziałania nadmiernemu obciążeniu sądów i jego zmniejszania, przyjętej w dniu 16 września 1986 na 399 posiedzeniu zastępców ministrów.

## Kompetencje

### W postępowaniu cywilnym
- rozpoznaje wnioski o zwolnienie od kosztów sądowych[3] (art. 118 uksc) oraz ustanowienie adwokata lub radcy prawnego (art. 123 § 2 Kodeksu postępowania cywilnego),
- dokonuje szczegółowego wyliczenia kosztów według zasad określonych przez sąd (art.108 § 1 kpc),
- podejmuje czynności w ramach tzw. postępowania naprawczego (art. 125 oraz 130–1304 kpc),
- ustanawia kuratora dla nieznanego z miejsca pobytu (art. 144 § 4 kpc),
- bierze udział przy przeprowadzeniu dowodu przy użyciu urządzeń technicznych umożliwiających dokonanie tej czynności na odległość (art. 235 § 2 kpc),
- stwierdza prawomocność orzeczeń (art. 364 § 2 kpc),
- prowadzi postępowanie upominawcze (art. 3531 § 2 kpc),
- prowadzi elektroniczne postępowanie upominawcze,
- wydaje europejskie nakazy zapłaty (art. 50516 § 2 kpc) i wydaje zarządzenia w europejskim postępowaniu nakazowym (art. 50516 § 3 kpc), stwierdza wykonalność europejskiego nakazu zapłaty (art. art. 7956 § 2 kpc),
- wydaje zarządzenia w europejskim postępowaniu w sprawie drobnych roszczeń (art. 50522 § 2 kpc), wydaje zaświadczenie dotyczące tego orzeczenia określone w przepisach rozporządzenia nr 861/2007 (art. 7958 § 2 kpc),
- prowadzi postępowanie wieczystoksięgowe (art. 5091 § 1 kpc),
- prowadzi postępowanie rejestrowe (rejestr zastawów, Krajowy Rejestr Sądowy, rejestr dzienników i czasopism) z wyjątkiem prowadzenia rozprawy (art. 5091 § 2 kpc),
- wykonuje czynności w sprawach z zakresu prawa spadkowego, z wyłączeniem prowadzenia rozprawy, zabezpieczenia spadku oraz przesłuchania świadków testamentu ustnego (art. 5091 § 3 kpc),
- prowadzi sprawy dotyczące zarządu sukcesyjnego (art. 66511 i nast. k.p.c.),
- wykonuje czynności w sprawach depozytowych, z wyjątkiem spraw o stwierdzenie likwidacji niepodjętego depozytu (art. 5091 § 4 kpc),
- wykonuje czynności zastrzeżone dla sądu w postępowaniu egzekucyjnym z wyłączeniem stosowania środków przymusu, orzekania o ściągnięciu należności w trybie art. 873, stwierdzenia wygaśnięcia skutków przybicia i utraty rękojmi, spraw o egzekucję świadczeń niepieniężnych z wyjątkiem wydania rzeczy ruchomej, spraw o egzekucję przez zarząd przymusowy, spraw o egzekucję przez sprzedaż przedsiębiorstwa lub gospodarstwa rolnego (art. 759 §11 kpc),
- rozstrzyga w przedmiocie zbiegu egzekucji sądowej i administracyjnej i wyznacza organ uprawniony do łącznego prowadzenia egzekucji (art. 773 kpc) – w przypadku zbiegów powstałych do dnia 8 września 2016 r.,
- nadaje klauzulę wykonalności tytułom egzekucyjnym wskazanym w art. 771 § 1 kpc,
- prowadzi postępowanie o wyjawienie majątku z wyłączeniem stosowania środków przymusu (art. 9201 kpc),
- podejmuje czynności w sprawach o przyznanie kompensaty (art. 8 ust. 1 ustawy z 7 lipca 2005 r. o państwowej kompensacie przysługującej ofiarom niektórych przestępstw),
- podejmuje czynności w zakresie przewidzianym ustawą o kosztach sądowych w sprawach cywilnych (ustalanie należności świadków, biegłych, tłumaczy, stron postępowania oraz mediatorów, zwrot opłat, czynności w sprawach odroczenia lub rozłożenia na raty należności sądowych),
- na podstawie § 10 Rozporządzenia Ministra Sprawiedliwości z dnia 12 kwietnia 1991 r. w  sprawie  prowadzenia ksiąg notarialnych oraz  przekazywania na przechowanie dokumentów sądom rejonowym (Dz.U. z 2018 r. poz. 2039) działając jako sąd rejonowy wydaje wypisy aktów notarialnych przekazanych do archiwum ksiąg wieczystych w przypadku zaprzestania prowadzenia kancelarii notarialnej,
- udziela zabezpieczenia w sprawach roszczeń pieniężnych, w których żądającym zabezpieczenia jest powód dochodzący należności zapłaty z tytułu transakcji handlowej w rozumieniu ustawy z dnia 8 marca 2013 r. o przeciwdziałaniu nadmiernym opóźnieniom w transakcjach handlowych (art. 7351 k.p.c.).

Sąd Najwyższy w uchwale o sygnaturze akt III CZP 108/05 podjętej dla rozstrzygnięcia wątpliwości dotyczącej możliwości udzielenia zabezpieczenia przez referendarza w postępowaniu upominawczym stwierdził, że w postępowaniu tym referendarz nie jest uprawniony do rozpoznania wniosku o udzielenie zabezpieczenia, co oznacza, że wniosek taki musi rozpoznać sędzia pomimo tego, że sprawę w pierwszej instancji rozstrzyga referendarz sądowy.

### W postępowaniu upadłościowym
- może pełnić funkcję sędziego-komisarza (od 24.03.2020 r. - art 151 ust. 1a ustawy Prawo upadłościowe)

### W postępowaniu karnym
- wydaje postanowienia i zarządzenia w zakresie przewidzianym ustawą, a także polecenia zastrzeżone dla sądu (art. 93a k.p.k., art. 15 § 1 k.p.k.), m.in. o umorzeniu postępowania (art. 57 § 2 k.p.k., art. 60 § 4 k.p.k., art. 61 § 2 k.p.k., zawieszeniu postępowania (art. 61 § 1 k.p.k.).
- kieruje sprawę do mediacji (art. 23a § 1 k.p.k.)
- dokonuje czynności dotyczących sprawdzenia okoliczności faktycznych, z wyjątkiem przeprowadzenia dowodu (art. 97 k.p.k.)
- nadaje klauzulę wykonalności orzeczeniom wydanym w tym postępowaniu (art. 107 k.p.k., 293 § 5 k.p.k.)
- dokonuje czynności związanych z uzupełnieniem braków formalnych i zwrotem pisma procesowego (art. 120 k.p.k.), a także dotyczących wydawania odpisów z akt sprawy (art. 156 § 2 i 3 k.p.k.)
- podejmuje czynności w postępowaniu o odtworzenie akt (art. 162 k.p.k.)
- bierze udział w czynności przesłuchania świadka  przy użyciu urządzeń technicznych umożliwiających przeprowadzenie tej czynności na odległość (art. 177 § 1a k.p.k.)
- dokonuje wstępnej kontroli warunków formalnych aktu oskarżenia (art. 338 k.p.k.)
- podejmuje czynności w sprawach związanych z zatrzymaniem rzeczy i przeszukaniem w postępowaniu sądowym (art. 235 k.p.k.)
- rozpoznaje wnioski o ustanowienie obrońcy i pełnomocnika z urzędu (art. 80a § 1, 81 § 1 k.p.k., 84 § 1 k.p.k., art. 87a § 1 k.p.k.)
- wydaje zarządzenie o odmowie sporządzenia i doręczenia uzasadnienia wyroku (art. 422 k.p.k.)
- prowadzi posiedzenie pojednawcze w sprawach z oskarżenia prywatnego (art. 489 k.p.k.)
- podejmuje czynności w postępowaniu o zwolnienie od kosztów sądowych (art. 623 k.p.k.) oraz rozliczenia kosztów procesu (art. 626 § 2 k.p.k.).

### W postępowaniu karnym wykonawczym
Od dnia 15 kwietnia 2016 r. referendarz sądowy jest organem postępowania karnego wykonawczego. Referendarz sądowy może wykonywać w tym postępowaniu czynności zastrzeżone dla sądu, z wyjątkiem (art. 18a kkw):
- spraw zastrzeżonych dla sądu penitencjarnego oraz sędziego penitencjarnego,
- spraw dotyczących wykonania kary pozbawienia wolności,
- zarządzania wykonania zastępczej kary pozbawienia wolności,
- rozstrzygania wątpliwości co do wykonania orzeczenia sądu lub zarzutów co do obliczenia kary,
- spraw, o których mowa w rozdziałach VI (zatarcie skazania) i XV-XX (tymczasowe aresztowanie, czynności w sprawach wojskowych),
- wydawania postanowień w sprawach, o których mowa w rozdziałach XII i XIII (środki karne, środki kompensacyjne, przepadek, środki zabezpieczające).

### W postępowaniu administracyjnosądowym
- orzeka w zakresie prawa pomocy (zwolnienie od kosztów i przyznanie pełnomocnika z urzędu).

## Nabór na stanowisko
Referendarzem w sądzie rejonowym, okręgowym lub apelacyjnym może zostać mianowana osoba, która: posiada polskie obywatelstwo i korzysta z pełni praw cywilnych i obywatelskich, ukończyła wyższe studia prawnicze  w Polsce i uzyskała tytuł magistra prawa lub zagraniczne uznane w Polsce, jest nieskazitelnego charakteru, a także zdała egzamin referendarski, sędziowski, prokuratorski, notarialny, adwokacki albo radcowski lub ukończyła aplikację sędziowską albo aplikację prokuratorską, lub uzyskała wpis na listę adwokatów albo wpis na listę radców prawnych albo została powołany przez Ministra Sprawiedliwości na notariusza. Wymagania te nie dotyczą tego, kto przed mianowaniem przez okres co najmniej 5 lat był zatrudniony na stanowisku asystenta sędziego w pełnym wymiarze czasu pracy. W przypadku zatrudnienia w niepełnym wymiarze czasu pracy okres ten podlega proporcjonalnemu wydłużeniu.
Nabór kandydatów organizuje się w drodze konkursu, który ma na celu wyłonienie kandydata o największej wiedzy i najwyższych umiejętnościach, predyspozycjach i zdolnościach ogólnych, niezbędnych do wykonywania obowiązków referendarza. Konkurs jest przeprowadzany w formie pisemnej.  Praca konkursowa składa się z dwóch części: 
1. testu jednokrotnego wyboru, obejmującego 60 pytań z zakresu prawa cywilnego, postępowania cywilnego, prawa handlowego, prawa karnego, postępowania karnego, prawa karnego wykonawczego, prawa wykroczeń, postępowania w sprawach o wykroczenia, prawa karnego skarbowego oraz postępowania karnego skarbowego;
2. trzech kazusów, których rozwiązanie polega na opracowaniu projektu postanowienia wraz z uzasadnieniem – po jednym z zakresu prawa cywilnego, postępowania cywilnego lub prawa handlowego, z zakresu postępowania wieczystoksięgowego oraz z zakresu prawa karnego, postępowania karnego lub prawa karnego wykonawczego.

Konkurs trwa 150 minut. W trakcie części konkursowej polegającej na rozwiązaniu kazusów kandydat może posługiwać się tekstami aktów prawnych udostępnionymi przez komisję.  Każda praca konkursowa podlega sprawdzeniu przez dwóch członków komisji. Za każde prawidłowe rozwiązanie zadania testowego komisja przyznaje 1 punkt; w przypadku dokonania przez kandydata zmian zakreślonych odpowiedzi za dane zadanie testowe komisja przyznaje 0 punktów. Każdy z kazusów komisja ocenia w skali od 0 do 6 punktów. Do zatrudnienia na stanowisku referendarza sądowego mogą być zakwalifikowani kandydaci, którzy uzyskali co najmniej 46 punktów z części testowej konkursu oraz co najmniej 12 punktów za rozwiązania kazusów.
Referendarza sądowego mianuje i rozwiązuje z nim stosunek pracy prezes właściwego sądu apelacyjnego.
Po 10 latach pracy referendarz sądowy może być mianowany przez prezesa sądu apelacyjnego na stanowisko starszego referendarza sądowego, jeżeli w tym okresie uzyskiwał wyłącznie pozytywne okresowe oceny oraz nie był karany dyscyplinarnie.
Referendarzem w sądzie administracyjnym może być osoba, która spełnia 4 warunki: posiada obywatelstwo polskie i korzysta z pełni praw, ukończyła studia prawnicze, ma nieskazitelny charakter oraz przez minimum 3 lata pracował na stanowisku związanym z tworzeniem lub stosowaniem prawa administracyjnego.
Awans na starszego referendarza w sądzie administracyjnym jest uwarunkowany identycznie jak w sądzie powszechnym.

## Wynagrodzenie
Wynagrodzenie zasadnicze referendarza sądowego w celu zagwarantowania mu niezależności w zakresie wykonywania czynności orzeczniczych jest ustawowo zaindeksowane do wynagrodzenia sędziego sądu rejonowego i wynosi 75% wynagrodzenia zasadniczego w stawce pierwszej sędziego sądu rejonowego, powiększonego o należną składkę z tytułu ubezpieczenia społecznego. Po siedmiu latach pracy na stanowisku referendarza sądowego wynagrodzenie zasadnicze podwyższa się do wysokości 75% wynagrodzenia zasadniczego sędziego sądu rejonowego w stawce drugiej, powiększonego o należną składkę z tytułu ubezpieczenia społecznego, a po dalszych siedmiu latach pracy – do wysokości 75% wynagrodzenia zasadniczego sędziego sądu rejonowego w stawce trzeciej, powiększonego o należną składkę z tytułu ubezpieczenia społecznego. Wynagrodzenie zasadnicze starszego referendarza sądowego wynosi 85% wynagrodzenia zasadniczego sędziego sądu rejonowego w stawce drugiej, powiększonego o należną składkę z tytułu ubezpieczenia społecznego. Po siedmiu latach pracy na stanowisku starszego referendarza sądowego wynagrodzenie zasadnicze podwyższa się do wysokości 85% wynagrodzenia zasadniczego sędziego sądu rejonowego w stawce trzeciej, powiększonego o należną składkę z tytułu ubezpieczenia społecznego.

## Kontrola orzecznictwa referendarza sądowego
Na orzeczenie referendarza sądowego co do istoty sprawy, orzeczenia kończące postępowanie, a także orzeczenia, o których mowa w art. 394 § 1 pkt 1–11 kpc, przysługuje skarga do sądu rejonowego. Po zmianach z marca 2006 r., w razie wniesienia skargi wpis w księdze wieczystej nie traci mocy. Rozpoznając sprawę, sąd zmienia zaskarżony wpis przez jego wykreślenie i dokonanie nowego wpisu lub wydaje postanowienie, którym zaskarżony wpis utrzymuje w mocy albo uchyla go w całości lub w części i w tym zakresie wniosek oddala bądź odrzuca, względnie postępowanie umarza (art. 5181 § 3 kpc). Po wniesieniu skargi sprawę rozpoznaje właściwy miejscowo sąd rejonowy, działając jako sąd pierwszej instancji.
Art. 39823 Kodeksu postępowania cywilnego stanowi, że wniesienie skargi na postanowienie referendarza w przedmiocie kosztów sądowych lub kosztów procesu wstrzymuje jego wykonalność. Rozpoznając skargę, sąd wydaje postanowienie, w którym zaskarżone postanowienie referendarza sądowego utrzymuje w mocy albo je zmienia, orzekając jako sąd drugiej instancji i stosując odpowiednio przepisy o zażaleniu. W dniu 1 grudnia 2008 r. Trybunał Konstytucyjny w sprawie o sygnaturze akt P 54/07 orzekł, że przepis ten jest zgodny z art. 32 ust. 1 i art. 78 Konstytucji Rzeczypospolitej Polskiej oraz nie jest niezgodny z jej art. 176 ust. 1. Trybunał potwierdził tym samym kompetencje referendarza sądowego do orzekania w pierwszej instancji w przedmiocie kosztów sądowych lub kosztów procesu i oddalił zarzut naruszenia zasady równości wobec prawa i zasady dwuinstancyjności postępowania sądowego.